# SN 1983J
SN 1983J – supernowa odkryta w kwietniu 1983 roku w galaktyce NGC 3106. W momencie odkrycia miała maksymalną jasność 16,20m.